# Kobe Steel
Kōbe Seikōsho KK (jap. 株式会社神戸製鋼所, engl. Kobe Steel Ltd.) ist ein japanischer Konzern mit Firmensitz in Kōbe. Das Unternehmen produziert hauptsächlich Stahl und Maschinen, die weltweit unter der Marke Kobelco vermarktet werden.

## Geschichte
Kobe Steel wurde 1905 gegründet und wird an der Tokioter Wertpapierbörse im Aktienindex Nikkei 225 gelistet. Das Unternehmen stellt gegenwärtig mit über 200 Tochtergesellschaften und rund 60 Partnerfirmen einen der drei größten Akteure im japanischen Montanwesen dar. 2002 gab es ein Joint Venture mit der Bau- und Landmaschinenholding CNH Global. Dieses wurde nach Ablauf der Vertragslaufzeit nicht verlängert und Kobelco liefert nun eigene Maschinen nach Europa. Innerhalb der Europäischen Union werden diese von der Tochtergesellschaft Kobelco Construction Machinery Europe BV mit Sitz in Almere vertrieben. Im deutschsprachigen Raum wird Kobe Steel darüber hinaus im Bereich der Stahlerzeugung seit 2009 von seiner Tochtergesellschaft Shinsho Europe GmbH mit Sitz in Düsseldorf vertreten.

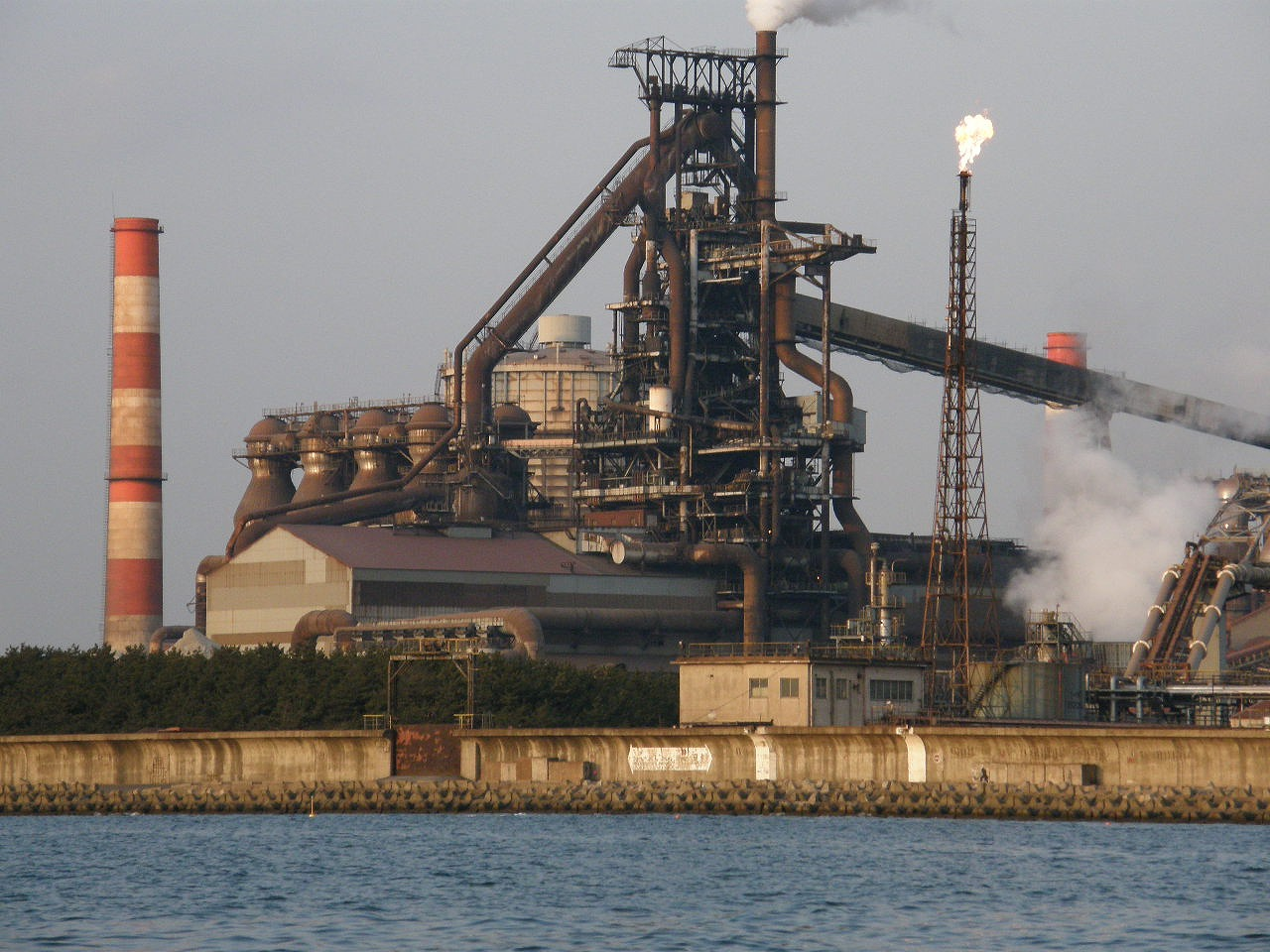
Kobelco-Werk in Kakogawa.

## Geschäftsbereiche
Anteil der Geschäftsbereiche am Ertrag 2008:
- Eisen und Stahl (42,1 %, 2013/14: 7,6 Mio. t[3])

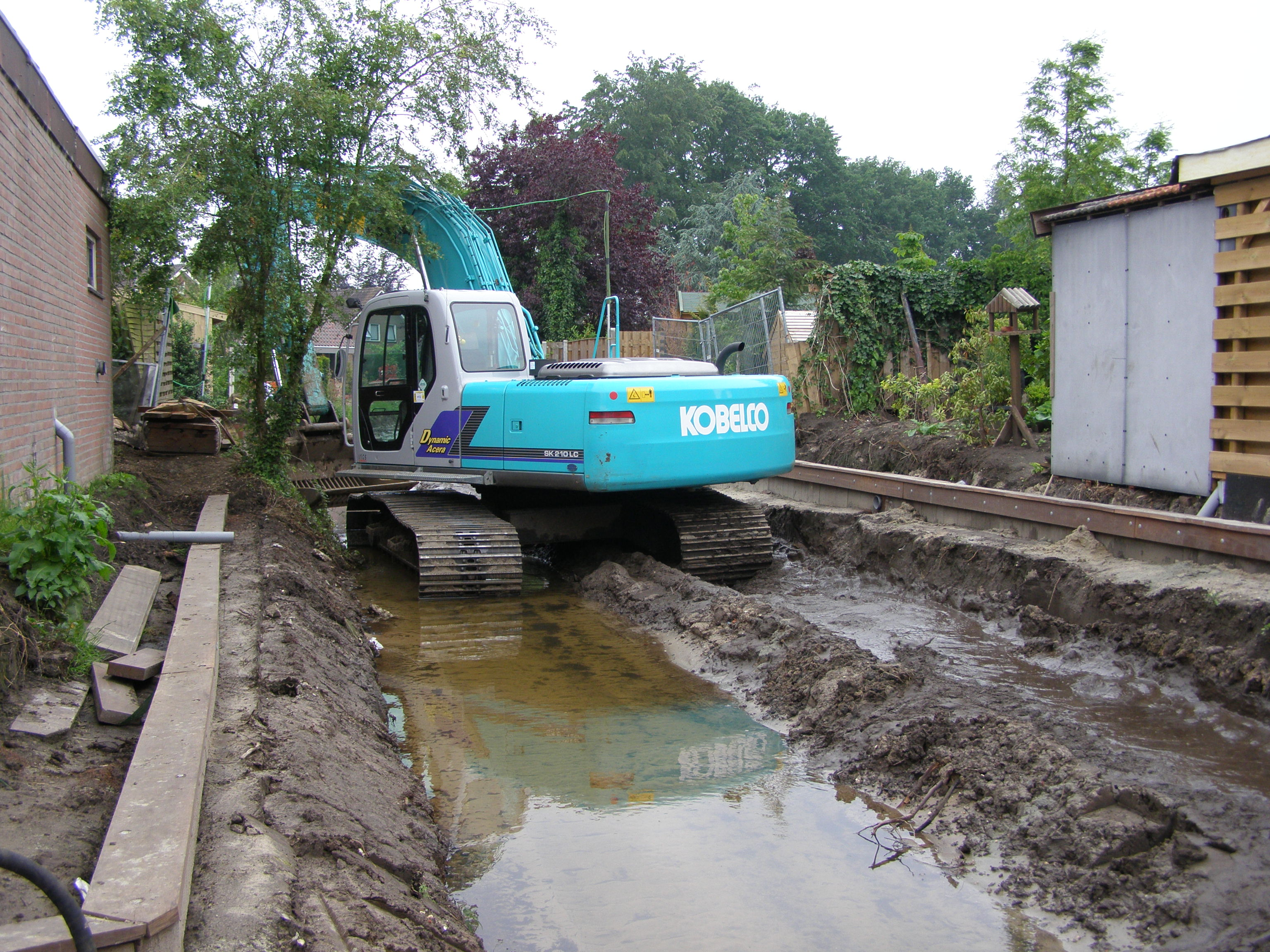
Kobelco-Bagger in den Niederlanden.

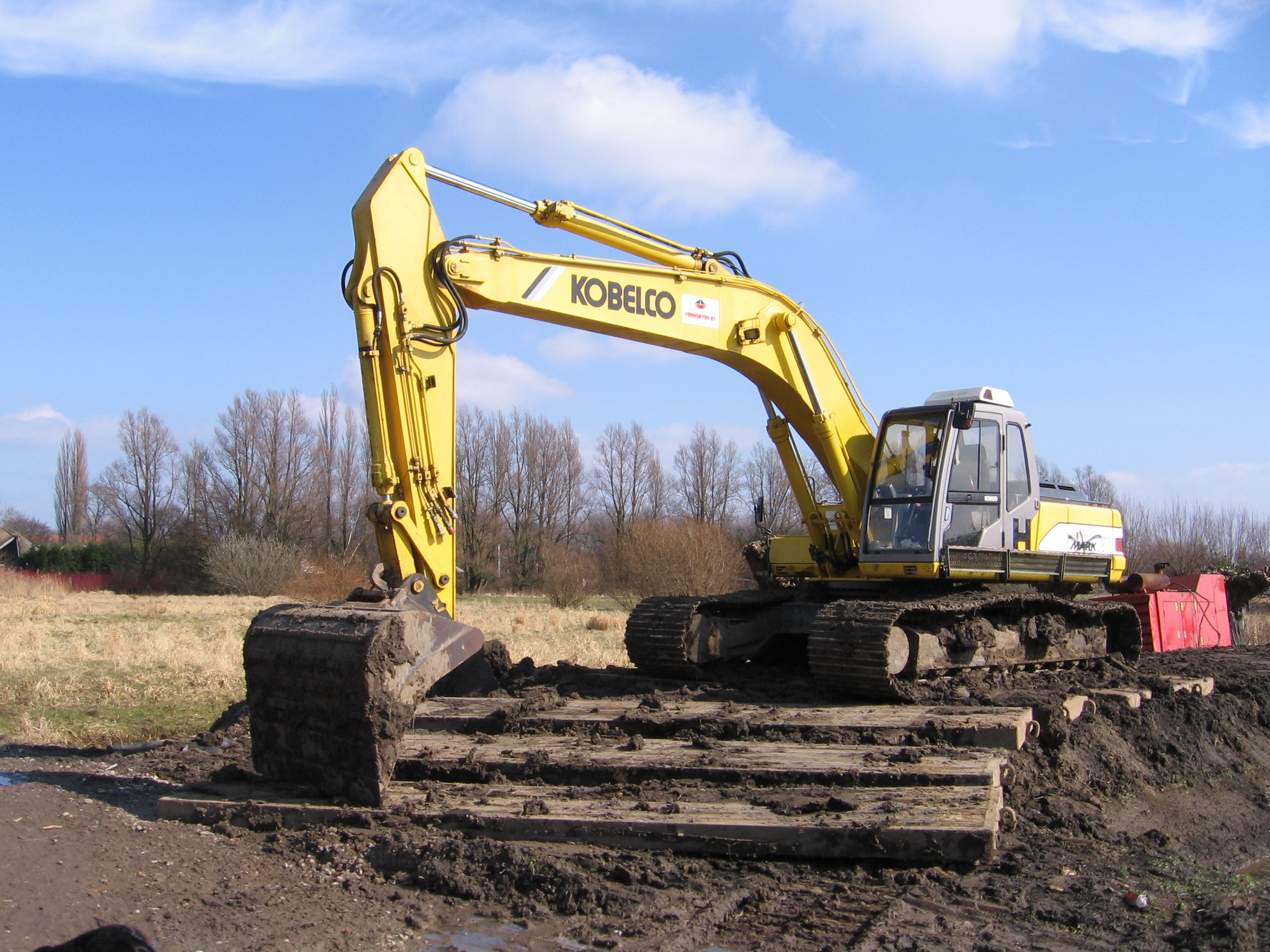
Kobelco-Bagger in den USA.

- Aluminium und Kupfer (20,5 %)
- Baumaschinen (15,5 %)
- Maschinenbau (13,8 %)
- anderes (8,1 %)

## Wichtige Produktionsstandorte (Auswahl)
- Kakogawa, Präfektur Hyōgo
- Kōbe, Präfektur Hyōgo
- Takasago, Präfektur Hyōgo
- Fujisawa, Präfektur Kanagawa
- Ibaraki, Präfektur Osaka
- Nishijo, Higashihiroshima, Präfektur Hiroshima
- Mooka, Präfektur Tochigi
- Chōfu, Shimonoseki, Präfektur Yamaguchi
- Daian, Inabe, Präfektur Mie
- Harima, Präfektur Hyōgo

## Produktdatenfälschung 2017
Im Oktober 2017 wurde bekannt, dass der Konzern Metallerzeugnisse mit gefälschten Produktdaten verkauft hatte. Der Vorstandsvorsitzende Hiroya Kawasaki gab zu, dass man jahrelang falsche Angaben zu Festigkeit und Haltbarkeit von Aluminium-, Kupfer- und Stahlprodukten gemacht habe. Etwa zwei Drittel seiner Geschäfte tätigt Kobe Steel mit Firmen in Japan, z. B. dem Automobilhersteller Toyota und dem Energiekonzern Tepco. Insgesamt mehr als 500 Kunden im In- und Ausland werden beliefert.

## Trivia
Seit 1928 ist Kobe Steel Betreiber und Eigentümer der professionellen japanischen Rugbymannschaft Kobelco Steelers.